# Nemactis rubus
Nemactis rubus is een zeeanemonensoort. De anemoon komt uit het geslacht Nemactis. Nemactis rubus werd in 1846 voor het eerst wetenschappelijk beschreven door Drayton in Dana. 